# Nhái Chiêu Bình
Nhái Chiêu Bình, tên khoa học Hyla zhaopingensis, là một loài ếch thuộc họ Nhái bén. Đây là loài đặc hữu của Trung Quốc.
Môi trường sống tự nhiên của chúng là rừng ẩm vùng đất thấp nhiệt đới hoặc cận nhiệt đới, đầm nước, đầm nước ngọt, đầm nước ngọt có nước theo mùa, đất canh tác, các đồn điền, vườn nông thôn, rừng trước đây suy thoái nghiêm trọng, ao, và đất có tưới tiêu. Chúng hiện đang bị đe dọa vì mất môi trường sống.